# Hamilton (Scozia)
Hamilton (in scots Hamiltoun, in gaelico scozzese Baile Hamaltan) è una città della Scozia situata nell'area amministrativa del Lanarkshire Meridionale, nella parte occidentale delle Lowlands Centrali. 
Hamilton è il centro amministrativo del Lanarkshire Meridionale ed è situata a circa 20 km a sud-est di Glasgow sulla riva meridionale del fiume Clyde alla confluenza con il fiume Avon Water. 
La cittadina in passato era conosciuta con il nome di Cadzow e fu rinominata in onore di James Hamilton, I Lord Hamilton che sposò la Principessa Maria figlia di Giacomo II di Scozia. La famiglia Hamilton ha avuto grande influenza sulla città, tra gli edifici costruiti vi è il Mausoleum situato all'interno dello Strathclyde Park.
Tra gli edifici storici della città vi è l'antica chiesa parrocchiale completata nel 1734, unica chiesa costruita dall'architetto William Adam. 
A circa 3 km dalla città si trovano le rovine del Cadzow Castle situate nel Chatelherault Country Park dove si trova anche il casino di caccia dei duchi di Hamilton costruito nel 1732 da William Adam. 
Nella parte nord-orientale della città si trovava Hamilton Palace, la più grande residenza non reale del mondo occidentale costruita nel 1695 come residenza del Duca di Hamilton e demolita nel 1921 a causa del cattivo stato dell'edificio.
La città è sede della società calcistica dell'Hamilton Academical Football Club.